# Hulhøj
Der Hulhøj ist eine megalithische Grabanlage der jungsteinzeitlichen Nordgruppe der Trichterbecherkultur im Kirchspiel Veksø in der dänischen Kommune Egedal. Es wurde 1902 archäologisch untersucht.

## Lage
Das Grab liegt etwa auf halber Strecke zwischen Veksø und Stenløse an der Südseite des Frederikssundsvej. In der näheren Umgebung gibt bzw. gab es zahlreiche weitere megalithische Grabanlagen.

## Forschungsgeschichte
Im Jahr 1875 führten Mitarbeiter des Dänischen Nationalmuseums eine Dokumentation der Fundstelle durch. 1902 erfolgte eine archäologische Grabung unter Leitung von Hans Kjær. Weitere Dokumentationen wurden 1909, 1934 und 1942 von Mitarbeitern des Nationalmuseums sowie 1982 und 1989 von Mitarbeitern der Forst- und Naturbehörde durchgeführt.

## Beschreibung

### Architektur
Die Anlage besitzt eine runde Hügelschüttung mit einem Durchmesser von 14 m und einer Höhe von 2,5 m. Die Südseite ist angegraben, der heutige Durchmesser in Nord-Süd-Richtung beträgt daher nur noch 10 m. Der Hügel besteht aus Erde, die mit Steinen durchsetzt ist. Eine steinerne Umfassung scheint nicht vorhanden gewesen zu sein.
Der Hügel enthielt ursprünglich eine Grabkammer, die als Ganggrab anzusprechen ist. Sie war ostnordost-westsüdwestlich orientiert und hatte einen ovalen Grundriss. Sie hatte eine Länge von 5,8 m, eine Breite von 2,2 m an den Enden und 2,4 m in der Mitte sowie eine Höhe zwischen 1,6 m und 1,75 m. Die Kammer bestand ursprünglich aus zwölf nach innen geneigten Wandsteinen, drei Decksteinen und Überliegersteinen zwischen Wand- und Decksteinen. Die Zwischenräume der Wandsteine waren mit Trockenmauerwerk aus Buntsandstein-Platten verfüllt. Der Kammerboden wies ein Pflaster aus flachen Steinplatten auf. Die Verfüllung der Kammer war fest und hart.
In der Mitte der südsüdöstlichen Langseite befand sich der Zugang zur Kammer. Ihm war ein südsüdost-westnordwestlich orientierter Gang vorgelagert. Er hatte eine Länge von 6 m und eine Breite zwischen 0,5 m und 1 m. Er bestand aus sechs Wandsteinen an der Ostseite, sieben Wandsteinen an der Westseite sowie zwei Rahmensteinen, zwei Schwellensteinen und mindestens vier Decksteinen. Die Lücken zwischen den Wandsteinen des Gangs waren mit Trockenmauerwerk aus Buntsandstein-Platten und kleinen Steinen verfüllt. Der Boden wies eine dünne Schicht aus Feuerstein-Grus auf. Wie die Kammer wies auch der Gang eine harte, feste Verfüllung auf.
Die Kammer war 1875 noch halbwegs vollständig. Vor 1902 waren ein Wandstein und ein Deckstein entfernt worden, die beiden anderen wurden im Zuge der Grabung entfernt. Die Kammer wurde in den folgenden Jahren immer weiter zerstört. 1934 waren nur noch sechs Wandsteine im Süden und Westen erhalten. 1942 wurde die Kammer als vollständig abgetragen beschrieben. Seitdem ist nur noch die Hügelschüttung vorhanden.

### Funde

#### Bestattungen
In der Grabkammer und im Gang wurden Skelettreste von mindestens 15 Individuen gefunden. Hierzu gehörten elf Schädel, 13 Kieferknochen, mögliche Reste weiterer Unterkiefer, Oberschenkelknochen von 13 Individuen und Oberarmknochen von zwölf Individuen. Ein Skelett, von dem recht viele Knochen erhalten waren, wurde in gestreckter Lage am Übergang vom Gang zur Kammer gefunden. Der Kopf zeigte nach innen und die Füße nach außen.
Bei den Toten zeigte sich ein Männerüberschuss. Die Schädel ließen sich acht Männern zuordnen, die restlichen drei waren unbestimmt. Die Oberschenkelknochen gehörten zu sieben Männern und zwei Frauen, vier waren unbestimmt. Die Oberarmknochen gehörten zu fünf Männern und drei Frauen, vier waren unbestimmt.
Zum Sterbealter liegen für die meisten Individuen keine Angaben vor. Nur eines wurde als Kind identifiziert, das im Alter zwischen vier und sechs Jahren verstorben war.

#### Beigaben
An Beigaben wurden in der Kammer zwei Feuerstein-Dolche, zwei atypische Meißel, ein geschliffenes dünnblattiges dicknackiges Steinbeil, ein Bruchstück eines schweren dicknackigen Feuerstein-Beils, ein geschliffenes breitnackiges Feuerstein-Beil, vier Pfeilspitzen, zwei flækkeildsten(?), 15 Abschläge, drei Feuerstein-Messer, drei Bernstein-Perlen, Keramikscherben, eine Knochennadel und teilweise verbrannte Tierknochen gefunden. Eine der Pfeilspitzen wies noch Reste von Harz auf, mit dem sie am Pfeilschaft festgeklebt war.
Im Gang wurden ebenfalls Keramikscherben gefunden. Außerhalb des Gangs lagen ein dünnblattiges dicknackiges Feuerstein-Beil, ein Feuerstein-Messer und zwei Abschläge.
Außerhalb der Kammer wurden zwischen dem westlichen Abschlussstein und dem Hügelfuß zwei Feuerstein-Dolche gefunden.
Die Funde befinden sich heute im Dänischen Nationalmuseum.